# Trichiura castiliana
Trichiura castiliana is een vlinder uit de familie spinners. De wetenschappelijke naam is voor het eerst geldig gepubliceerd in 1908 door Spuler.
De soort komt voor in Europa.